# Trattato di Shimoda
Il trattato di Shimoda (下田 条約?, Shimoda Jouyaku) (formalmente Trattato di Commercio e Navigazione tra Giappone e Russia, 日 露 和 親 条約, Nichi-Ro Washin Jouyaku) del 7 febbraio 1855, fu il primo trattato tra l'Impero russo e l'Impero del Giappone, allora sotto l'amministrazione dello shogunato Tokugawa. Poco dopo la Convenzione di Kanagawa firmata tra il Giappone e gli Stati Uniti, segnò a tutti gli effetti la fine della politica giapponese di isolamento nazionale (sakoku) di 220 anni. Furono aperti i porti di Nagasaki, Shimoda e Hakodate alle navi russe, si stabilì la posizione dei consoli russi in Giappone e furono definiti i confini tra Giappone e Russia.

## L'isolamento del Giappone
Dall'inizio del XVII secolo, lo shogunato Tokugawa perseguì una politica di isolamento del paese dalle influenze esterne. Il commercio estero venne mantenuto solo con gli olandesi e i cinesi e veniva condotto esclusivamente a Nagasaki sotto uno stretto monopolio governativo. Questa politica aveva due obiettivi principali. Uno era il timore che il commercio con le potenze occidentali e la diffusione del cristianesimo servissero da pretesto per l'invasione del Giappone da parte delle forze imperialiste, come era avvenuto con la maggior parte delle nazioni asiatiche. Il secondo obiettivo era la paura che il commercio estero e la ricchezza sviluppata avrebbero portato all'ascesa di un daimyō abbastanza potente da rovesciare il clan Tokugawa al potere. I primi contatti tra il Giappone e la Russia furono stabiliti dal clan Matsumae a Hokkaidō, dal mercante Pavel Lebedev-Lastočkin nel 1778 e dall'inviato ufficiale Adam Laxman nel 1792. La spedizione russa intorno al mondo guidata da Adam Johann von Krusenstern rimase sei mesi nel porto di Nagasaki nel 1804-1805, non riuscendo a stabilire relazioni diplomatiche e commerciali con il Giappone.
All'inizio del XIX secolo, questa politica di isolamento era sempre più messa a dura prova. Nel 1844, il re Guglielmo II dei Paesi Bassi inviò una lettera in cui esortava il Giappone a porre fine autonomamente alla politica di isolamento prima che il cambiamento fosse forzato dall'esterno. Nel 1846, una spedizione americana ufficiale guidata dal James Biddle arrivò in Giappone chiedendo l'apertura dei porti per il commercio ma fu mandata via.

## La missione Putjatin

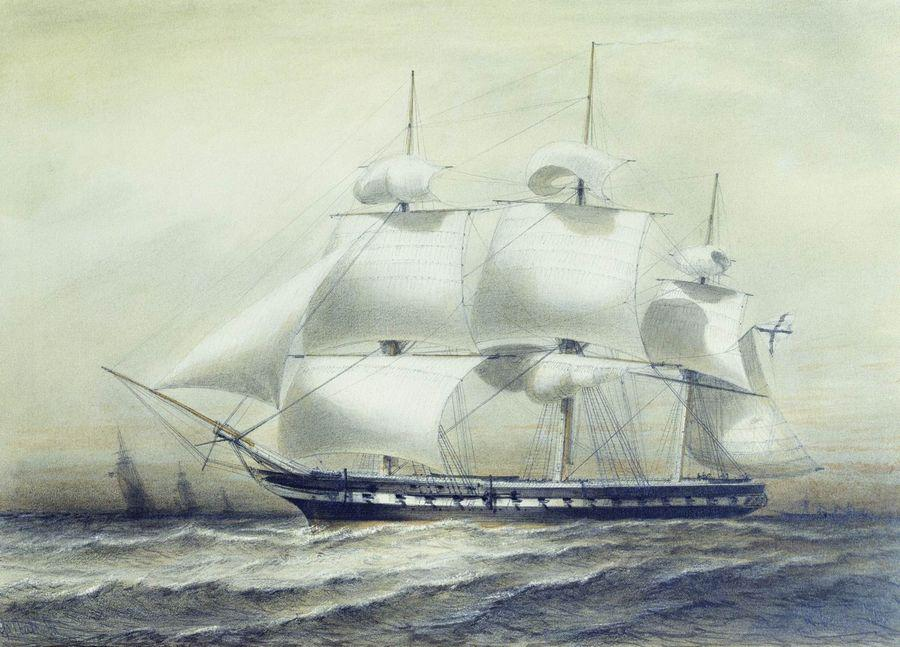
La fregata russa Pallada che trasportava in Giappone il vice ammiraglio Evfimij Putjatin.

Pochi anni dopo, la Russia apprese che gli Stati Uniti stavano preparando una spedizione guidata dal commodoro Matthew Perry per aprire il Giappone con la cosiddetta diplomazia delle cannoniere, se necessario. In caso di successo, si temeva che ciò avrebbe fornito una maggiore influenza americana nella regione del Pacifico e in Asia, e avrebbe dato all'America la posizione di maggior vantaggio in Giappone. La Russia riprese immediatamente i piani per inviare una missione in Estremo Oriente. Il ministro degli Esteri russo, Karl Nessel'rode, incaricò il vice ammiraglio Evfimij Vasil'evič Putjatin di guidare la missione russa. La spedizione comprendeva diversi importanti sinologi e un certo numero di scienziati e ingegneri, oltre al noto autore Ivan Gončarov. La fregata Pallada sotto il comando di Ivan Unkovsky fu scelta come nave ammiraglia. Goncharov utilizzerà l'esperienza nel suo Fregat Pallada (1858), in cui descrive i dettagli del viaggio e dei negoziati. È una descrizione preziosa di come i giapponesi ricevevano ed trattavano le navi del commercio estero e della percezione dell'esperienza dei russi.
La Pallada lasciò Kronštadt il 7 ottobre 1852 con l'ordine di tornare solo con un trattato almeno pari a quello ottenuto dagli americani. Nell'agenda russa c'era anche una delimitazione dei confini tra Giappone e Russia a Sachalin e nelle isole Curili.
Tuttavia divenne chiaro durante il lungo viaggio che la nave non era adatta per la spedizione e fu successivamente inviata la nuova fregata Diana da 52 cannoni. Tuttavia Perry e la sua flotta di navi nere raggiunsero il Giappone quando Putjatin era ancora tra Hong Kong e le Isole Bonin. Nonostante gli anni di dibattito sulla politica di isolamento, la visita di Perry creò grandi polemiche all'interno dei più alti livelli dello shogunato Tokugawa.

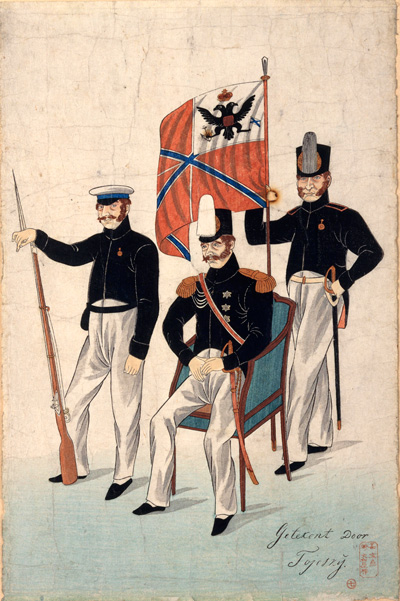
Putjatin a Nagasaki, pittura giapponese, 1853.

Alla fine, Putjatin arrivò in Giappone con le sue quattro navi il 21 agosto 1853, ma a Nagasaki invece di forzare il suo percorso nella baia di Edo come aveva fatto Perry. Putjatin e Perry avevano un approccio alquanto diverso nella negoziazione con i giapponesi. Perry sottolineava la potenza di fuoco delle sue navi da guerra e le possibili conseguenze per il Giappone. Putjatin scelse un approccio più diplomatico e strategico nella speranza di minare gli sforzi americani, consigliando di aver scelto Nagasaki nonostante i suoi ordini di andare a Edo per rispetto delle leggi giapponesi e per l'ardente desiderio dell'imperatore russo di buone relazioni. I funzionari mandarono notizie a Edo e, in attesa di una risposta, Pujiatin salpò per Shanghai per i rifornimenti e per le notizie da casa. Al suo ritorno a Nagasaki, non ci fu ancora risposta, e rinnovò pertanto la sua minaccia di andare direttamente a Edo. L'allarmato bugyō di Nagasaki esortò Edo ad accettare i termini di Putjatin, poiché i russi sembravano più accomodanti degli americani, e il loro enorme impero poteva essere utilizzato per compensare la minaccia rappresentata da Perry. Ancora una volta, non ci fu risposta, in parte perché lo stesso Shōgun, Tokugawa Ieyoshi, morì giorni dopo la partenza di Perry, e gli succedette il suo giovane figlio malaticcio, Tokugawa Iesada, lasciando l'amministrazione effettiva nelle mani del Consiglio degli Anziani (rōjū) guidato da Hotta Masayoshi, bloccato dall'indecisione. Putjatin diventava sempre più impaziente e rinnovò la sua minaccia di salpare per Edo, fino a quando arrivò una risposta da parte dei funzionari Kawaji Toshiakira e Tsutsui Masanori, che richiedeva un ritardo di tre-cinque anni per una controproposta. Deluso, Putjatin lasciò il Giappone nel novembre 1853 promettendo di tornare in primavera. Egli non poté tornare fino al 7 novembre 1854. Nel frattempo, aveva esaminato la costa della Corea e il Territorio del Litorale russo e aveva appreso dello scoppio della guerra di Crimea e che la marina reale britannica stava cercando il suo squadrone nel mare di Ochotsk e nei mari intorno al Giappone, tra cui Nagasaki. I problemi con la Pallada portarono al cambiamento della bandiera con la Diana. Quando Putjatin tornò, gli americani erano già riusciti ad aprire il Giappone con la Convenzione di Kanagawa all'inizio del 1854. Per impedire un trattato russo e limitare l'influenza russa gli inglesi si avvicinarono al Giappone per chiedere la neutralità giapponese nella guerra. A causa di una cattiva traduzione gli inglesi ottennero un involontario Trattato di amicizia anglo-giapponese nel 1854. Al posto di Nagasaki, Putjatin scelse la baia di Osaka, cosa che causò l'immediata costernazione tra i giapponesi per la sua vicinanza a Kyoto. Dopo essere rimasto nella baia di Osaka per due settimane, Putjatin salpò per Shimoda.

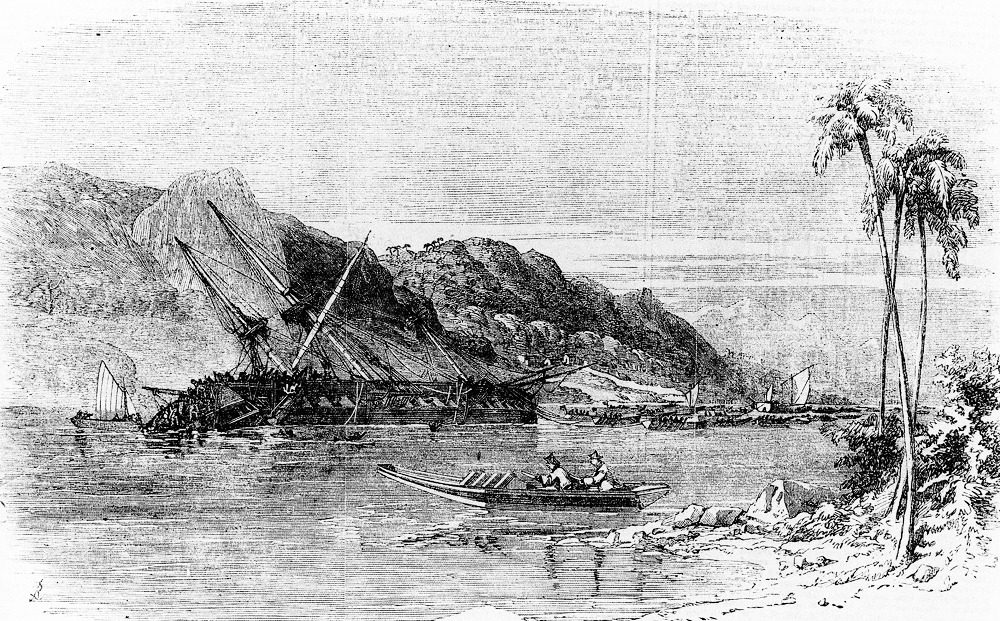
L'affondamento della Diana, Illustrata nel London News 1856.

Putjatin fu incontrato a Shimoda da Kawaji e Tsutsui, e le trattative iniziarono il 22 dicembre 1854 con Putjatin che si offrì di cedere l'isola di Etorofu al Giappone in cambio di diritti commerciali, mentre i giapponesi ribatterono che poiché la Kamčatka apparteneva al Giappone, ne conseguiva che anche tutte le isole Curili erano giapponesi.
Il 23 dicembre 1854, il terremoto di Ansei Tokai, con una magnitudo stimata di 8,4 della scala Richter, scosse il Giappone e le aree limitrofe. Uno tsunami alto 7 metri distrusse la gran parte di Shimoda, comprese le navi di Putjatin, con l'eccezione della Diana, che venne gravemente danneggiata e che affondò presto mentre cercava di salpare per Heda per le riparazioni.
La delegazione russa si trovava a quel momento bloccata in Giappone, e mentre i diplomatici rinegoziavano, i marinai e i tecnici russi lavoravano con i falegnami giapponesi per costruire una nuova nave a Heda per consentire alla delegazione di tornare in Russia.
Il 7 febbraio 1855, il tanto atteso trattato di amicizia russo-giapponese fu firmato al Tempio Chōraku-ji a Shimoda da Putjatin in qualità di ambasciatore imperiale russo e il rappresentante giapponese Moriyama Einosuke che sottoscrissero la versione in lingua olandese (la versione ufficiale). Iosif Antonovich e Koga Kin'ichirō firmarono la versione in lingua cinese e Toshiakira Kawaji e Tsutsui Masanori firmarono la versione in lingua giapponese.
Ispirato dal Trattato di Kanagawa di Perry e dal Trattato di amicizia anglo-giapponese, il Trattato di Shimoda conteneva molte delle stesse disposizioni; tuttavia, forse per simpatia o per un'impressione favorevole di Putjatin, i termini concordati dal Giappone furono leggermente più generosi di quelli concessi agli americani e agli inglesi.
I giapponesi trovarono che Putjatin fosse un uomo civile e retto. Putjatin si pronunciò al suo collega giapponese Tsutsui:
"Se confrontassimo la nostra età, tu avresti l'età saggia di mio padre perché io ho solo l'età di tuo figlio. Offro la mia mano così posso servire mio padre e in questo modo non perderò la via della fiducia".
La goletta Heda fu varata il 14 aprile e Putjatin poté tornare in Russia l'8 maggio 1855. Il governo giapponese ordinò in seguito di costruire altre sei navi sul modello della Heda, contribuendo così allo sviluppo della costruzione navale in stile occidentale in Giappone.

## Trattato di Commercio e Navigazione tra Giappone e Russia (1855)
Il "Trattato di Shimoda" ha nove articoli:
| Articolo | Sommario |
| -------- | --- |
| I        | Pace reciproca tra l'Impero di Russia e l'Impero del Giappone, inclusa la sicurezza delle persone e dei beni di entrambe le nazioni. |
| II       | Determinazione del confine tra Giappone e Russia sulla linea tra Etorofu e Urup, con lo status lasciato indeterminato di Sachalin.   |
| III      | Shimoda, Hakodate e Nagasaki saranno aperte alle navi russe.                                                                         |
| IV       | I marinai naufraghi da prestare assistenza.                                                                                          |
| V        | Il baratto è consentito a Shimoda e Hakodate.                                                                                        |
| VI       | Il console russo sarà stabilito a Shimoda o Hakodate.                                                                                |
| VII      | Qualsiasi domanda o problema riguardante il Giappone deve essere determinato dal governo del Giappone.                               |
| VIII     | Mutua extraterritorialità per i cittadini della Russia e del Giappone nei rispettivi paesi.                                          |
| IX       | Stato della nazione più favorita per la Russia.                                                                                      |
| XII      | Trattato da ratificare entro 18 mesi dalla firma.                                                                                    |

Il trattato aprì Nagasaki, Shimoda e Hakodate alle navi russe per i rifornimenti e le riparazioni, per un console di stanza in uno di questi porti e per la clausola della nazione più favorita. Il confine ufficiale tra il Giappone e la Russia è stato delineato tra Etorofu e Urup, con lo status di Sakhalin lasciato indeterminato. Un trattato ineguale, stabilì anche l'extraterritorialità dei russi in Giappone.

## Conseguenze del trattato

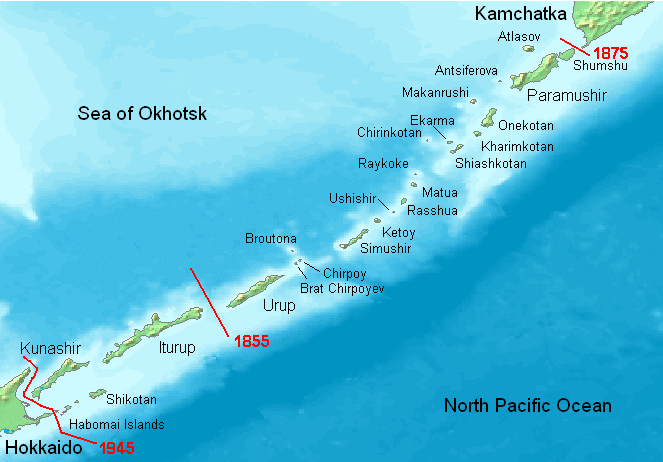
Confini successivi nelle Curili.

Sebbene Putjatin sia stato esaltato dopo il suo ritorno a San Pietroburgo e sia stato elevato al titolo di conte, fu anche criticato per la mancanza di un accordo commerciale con il Giappone, e fu costretto a tornare nel 1857 e nuovamente nel 1858 per negoziare nuovi trattati, che ampliarono i diritti commerciali russi e l'extraterritorialità. Una delle caratteristiche più importanti del Trattato di Shimoda del 1855 fu l'accordo che le Isole Curili dovevano essere divise tra Russia e Giappone in una linea che correva tra Etorofu e Urup. Il trattato è ancora spesso citato dal governo giapponese poiché rappresenta una delle giustificazioni dell'attuale disputa sulle Isole Curili.

## Monumento al trattato
Un cartello commemorativo in onore del 150º anniversario dell'istituzione delle relazioni russo-giapponesi è stato aperto a Kronštadt nel 2005. Il monumento è una pietra nera dove sulle lingue russa e giapponese è descritta una breve storia della missione Putjatin. Il monumento è stato inaugurato dal Console Generale del Giappone a San Pietroburgo e dal Governatore di San Pietroburgo.